# Лемикаве
Лемикаве (груз. ლემიქავე) — село в Грузии, на территории Мартвильского муниципалитета края (мхаре) Самегрело-Верхняя Сванетия.

## География
Село находится в западной части Грузии, на левом берегу реки Техури, на расстоянии приблизительно 9 километров (по прямой) к западу от города Мартвили, административного центра муниципалитета. Абсолютная высота — 261 метр над уровнем моря.

## Население
По результатам официальной переписи населения 2014 года в Лемикаве проживало 424 человека (214 мужчин и 210 женщин). В национальной структуре населения грузины составляли 100 %.
| Год  | Население, человек |
| ---- | ------------------ |
| 2002 | 792                |
| 2014 | ↘ 424              |